# Моцик Ірина Петрівна
Ірина Петрівна Моцик — українська настільна тенісистка, чемпіонка і призерка чемпіонатів України. Майстер спорту України міжнародного класу.

## Життєпис
Почала займатися настільним тенісом приблизно у 9 років у Львові. У 8 класі переїжджає до Києва та тренується під керівництвом Шенкера Ю.Я, а пізніше Короля В.І.
У 2008 році у Терні на чемпіонаті Європи серед юніорів виборює золоті медалі у командному заліку (Маргарита Песоцька, Поліна Трифонова, Євгенія Васильєва, Валерія Степановська). У 2011 році Ірина стала чемпіонкою України з настільного тенісу в особистому розряді. У 2017 році вона вдруге стала чемпіонкою України серед жінок.

## Клубна кар'єра
Грала в командах Домотехніка-Норд (сезони 2012/13 - 2013/14), Львівська Політехніка (сезони 2014/15 - 2015/16). У всіх цих сезонах приводила свої команди до перемоги в українській Суперлізі КЧУ. У сезоні 2017/18 грала в складі команди ДЮСШ №1 - СК ЛІРС (Львів) і стала срібним призером.
У сезоні 2019/20 виступала у другій німецькій бундеслізі в команді TTC 1946 Weinheim e.V. і в команді регіональної ліги - TTC 1946 Weinheim e.V. II. Перша команда посіла перше місце в другій бундеслізі.

## Різне
Закінчила Львівський державний університет фізичної культури імені Івана Боберського та Інститут економіки і менеджменту Національного університету «Львівська політехніка».